# Rhynohalicella halona
Rhynohalicella halona är en kräftdjursart som först beskrevs av J. L. Barnard 1971.  Rhynohalicella halona ingår i släktet Rhynohalicella och familjen Pardaliscidae. Inga underarter finns listade i Catalogue of Life.